# Quadrigyridae
Famille
Les Quadrigyridae sont une famille de vers parasites de l'embranchement des acanthocéphales (vers à tête épineuse). Les acanthocéphales sont de petits animaux vermiformes parasites de vertébrés dont la taille varie entre 1 mm et 70 cm. Ils sont caractérisés par un proboscis rétractable portant des épines courbées en arrière qui leur permet de s'accrocher à la paroi intestinale de leurs hôtes.

## Liste des sous-familles
Selon ITIS:
- sous-famille Pallisentinae Van Cleve, 1928
- sous-famille Quadrigyrinae Van Cleve, 1920